# Velikovský dům
Velikovský dům, také Šternberský či Lázeň, Malá Strana čp. 518, je historický dům na rohu Malostranského náměstí a Tomášské ulice.
Původně zde stával gotický měšťanský dům ze 14. století. Po požáru Malé Strany v r. 1541 byl obnoven v pozdně gotickém slohu. Z té doby jsou dodnes dochovány sklepy. Později byl přestavěn do renesanční podoby a rozšířen o podloubí. V 17. století následovala přestavba barokní. Sgrafita na fasádě domu jsou dílem sochaře Celestýna Kloučka z roku 1899. Poslední rekonstrukce proběhla v roce 1995, když dům získala Poslanecká sněmovna Parlamentu České republiky a kdy byl také začleněn do komplexu jejích budov. 

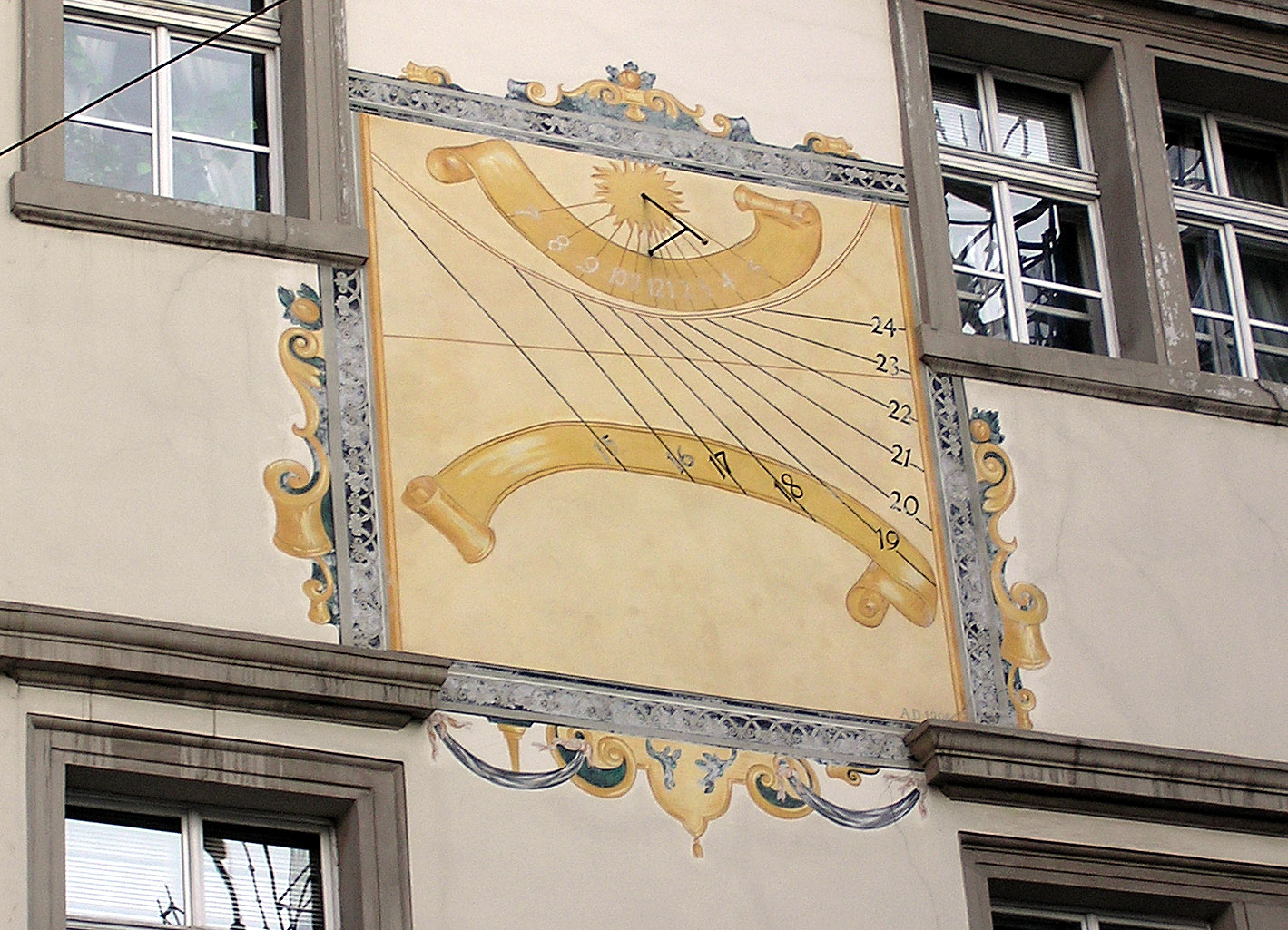
Sluneční hodiny na jižní fasádě

Na průčelí paláce byly při této rekonstrukci nalezeny fragmenty sgrafit z konce 16. století a na jižní i východní fasádě části malovaných slunečních hodin s datem 1608. Originální fragmenty byly skryty pod omítku a na stejná místa umístěny rekonstrukce. Hodiny ukazují nejen pravý sluneční čas, ale i čas staročeský. Ten určuje počet hodin, které uběhly od západu slunce.
V interiéru byly při poslední rekonstrukci obnoveny malované záklopové stropy pocházející z renesančního a raně barokního období. 
Dům je součástí městské památkové rezervace Praha - historické centrum, která byla v roce 1992 zapsána na Seznam světového kulturního dědictví UNESCO pod č. 616.